# Irene Alt
Irene Alt (née le 5 octobre 1957)  est une femme politique allemande, membre du parti écologiste de l'Alliance 90 / Les Verts.

## Biographie
Elle est ministre de l’Intégration, de la Famille, des Femmes et de la Jeunesse du cabinet Beck V puis du cabinet Dreyer I. Elle était auparavant adjointe de l’arrondissement de Mayence-Bingen. Alt est mariée, a deux filles adultes et vit à Budenheim près de Mayence.
Elle suit des études d'éducatrice et commence sa carrière comme directrice d'une garderie. En 1999, elle se met à son compte avant de diriger pendant plusieurs années la filiale régionale de l'institut d'enseignement IBIS-ACAM.